# Státní okresní archiv Kutná Hora
Státní okresní archiv Kutná Hora je jedním z oddělení Státního oblastního archivu v Praze a sídlí v Kutné Hoře, Benešově ulici 257/33. Vedoucím oddělení je PhDr. Vojtěch Vaněk, Ph.D.

## Fondy

### Fondy měst a obcí
Archivní fond města Kutná Hora je jedním z nevýznamnějších archivních fondů pozdního středověku a období vlády Jagellonců a prvních Habsburků.
Fond obsahuje například:
- Městské knihy, knihy trhové, testamenty a kostelní účty kutnohorských kostelů.
- Opis horního zákona krále Václava II. Ius regale montanorum z roku 1410
- Dokumentace volby krále Vladislava Jagellonského čekým králem v roce 1471
- Rodinný archiv rodiny Dačických z Heslova včetně pamětí Mikuláše Dačického z Heslova
- kronika Vojtěcha Keglera z poloviny 18. století
- Fondy spojené s dolováním stříbra a s historií kutnohorské mincovny

Fond města Čáslav včetně listin a privilegií od roku 1341

### Osobní fondy
- Jan Erazim Vocel
- Felix Jenewein
- Josef Braun
- Josef Kajetán Tyl
- Karel Havlíček Borovský
- Gabriela Preissová
- Bedřich Pacák
- Emanuel Viktor Voska
- Kliment Čermák
- Emanuel Leminger
- a další.[2]

## Příklady archiválií

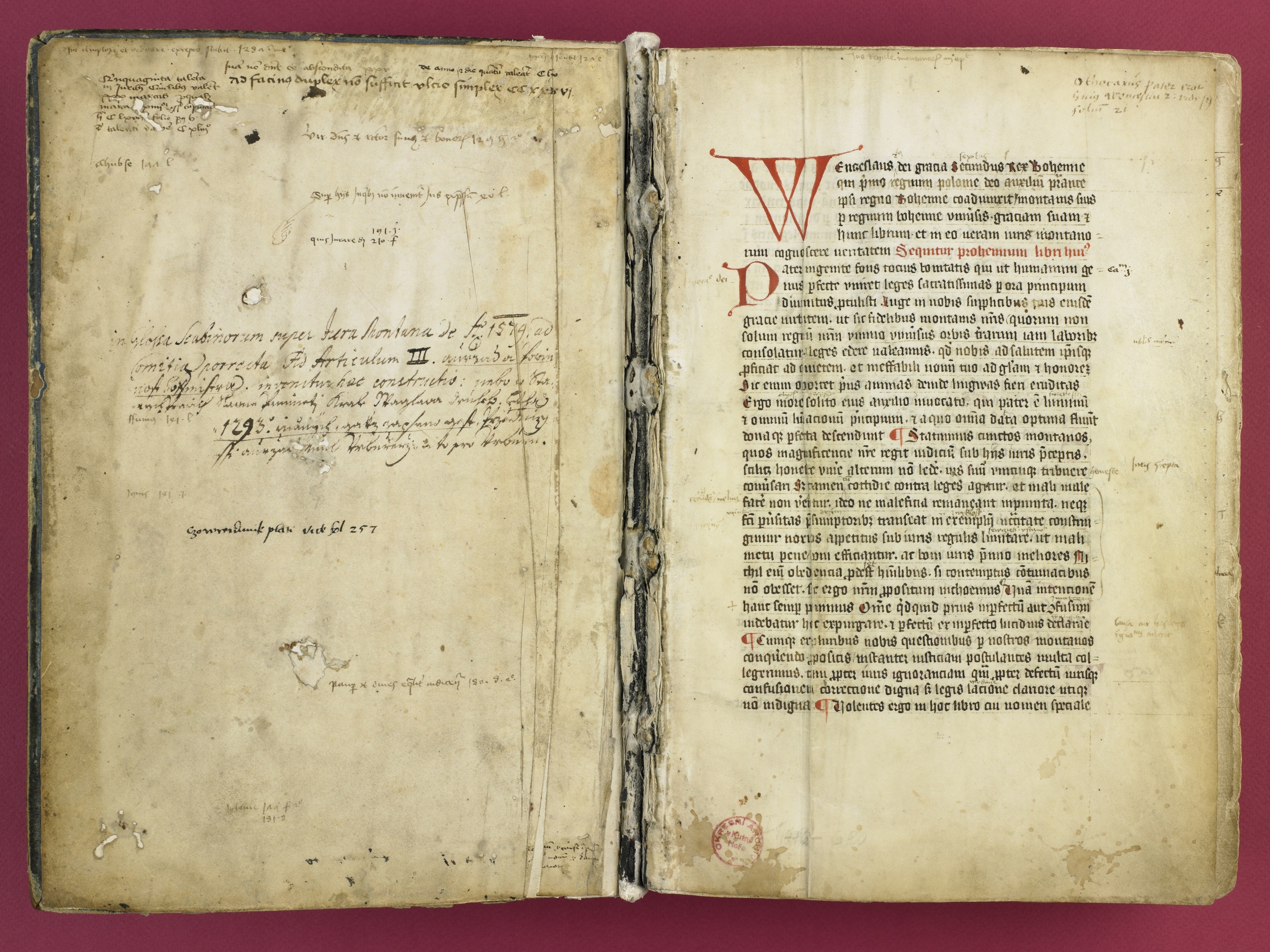
Opis horního zákoníku Ius Regale Montanorum z roku 1410
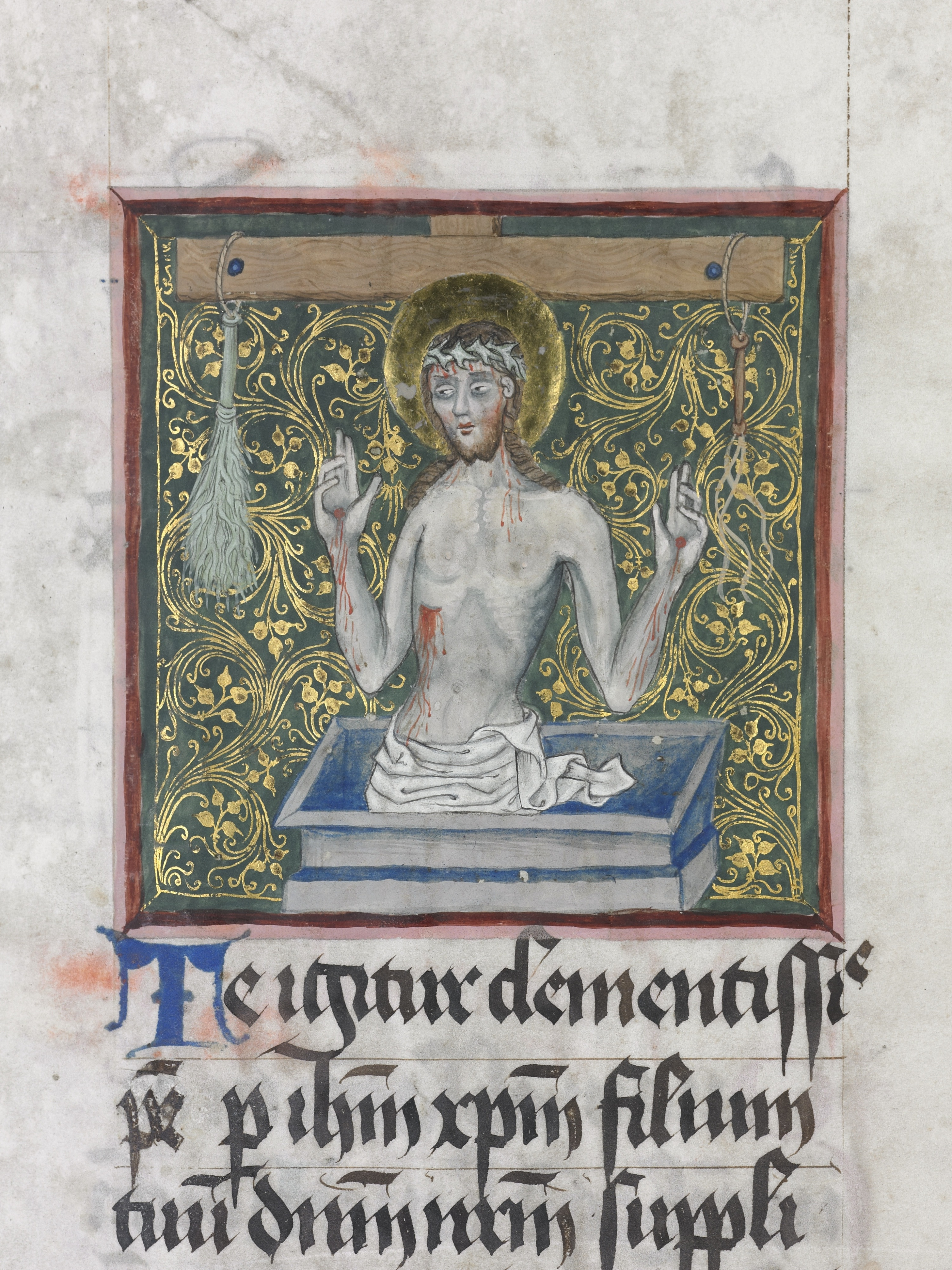
Kristus Bolestný od Jana Humpoleckého z misálu z roku 1486.
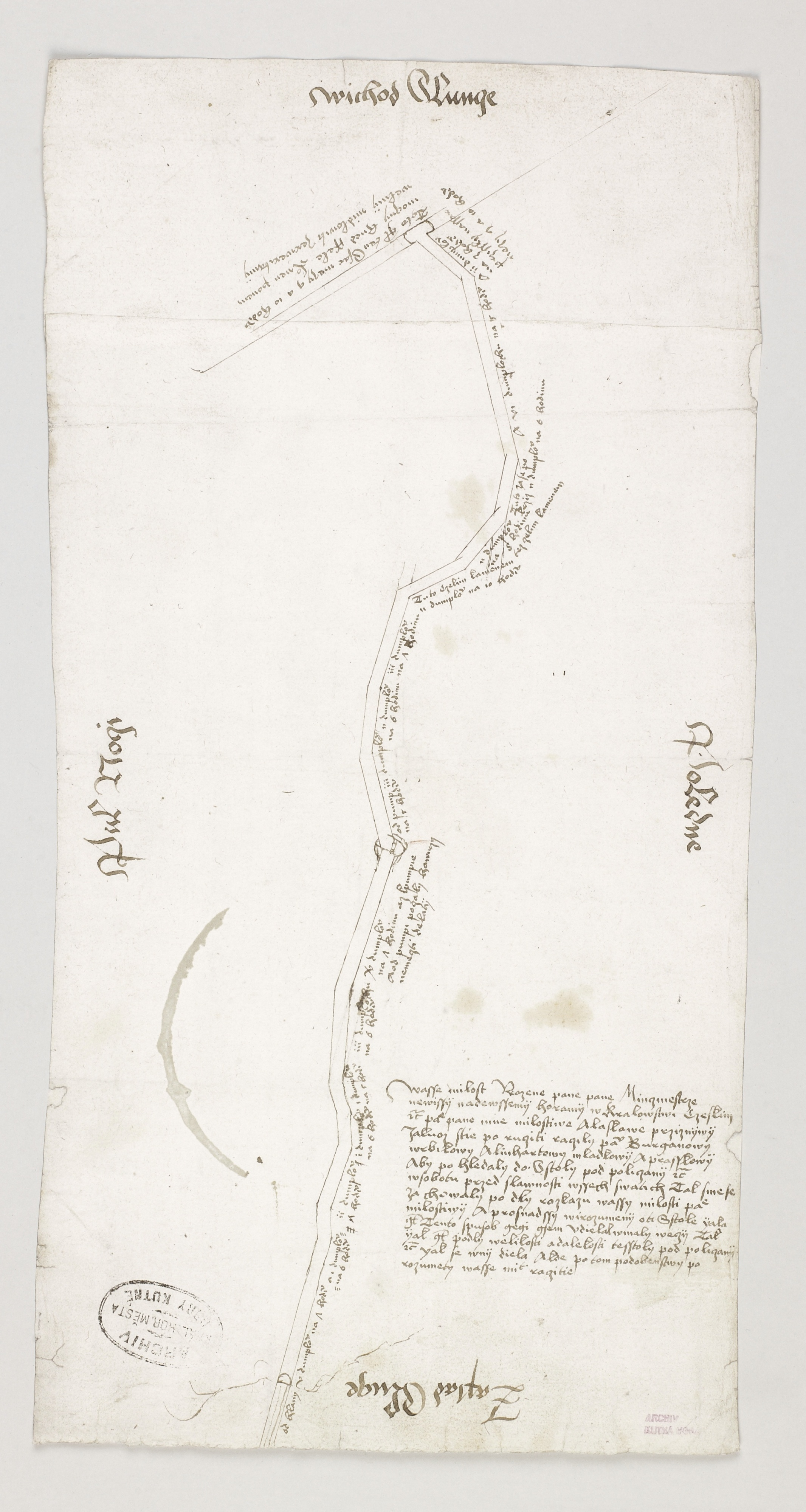
Mapa Poličanské (Denemarské) štoly z roku 1534.
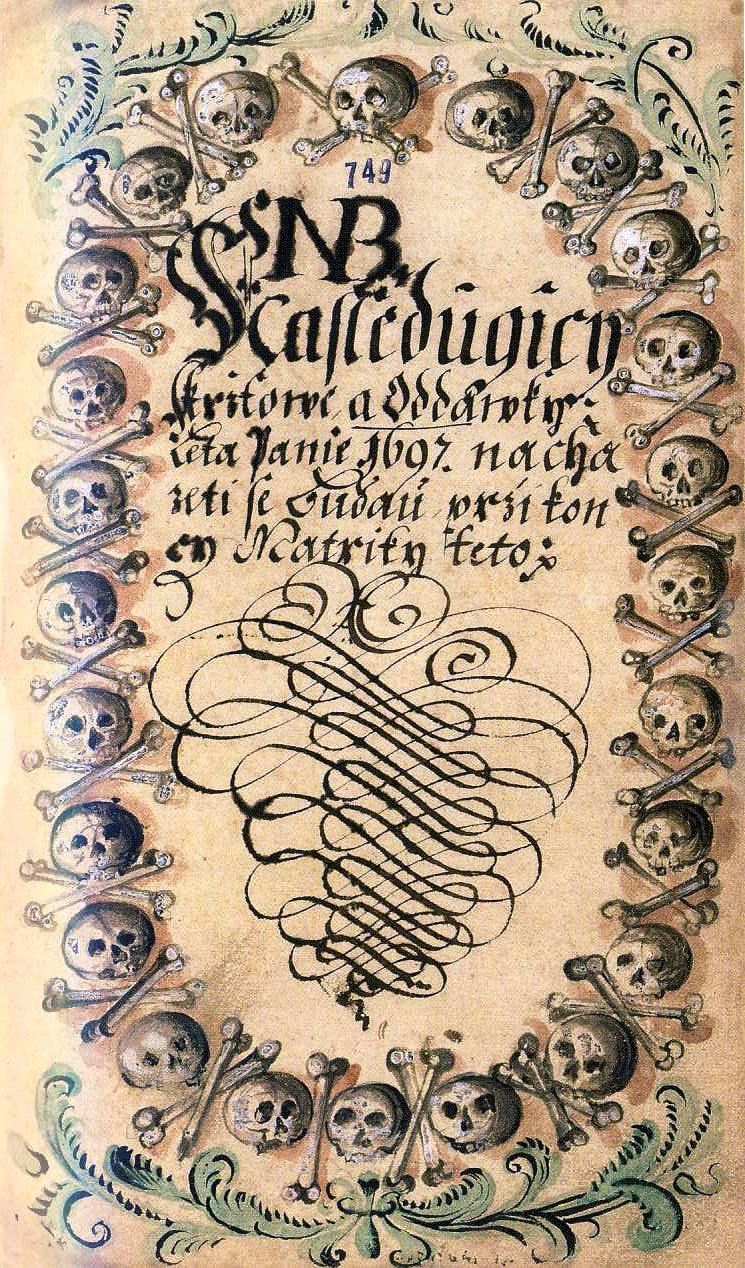
Titulní list části pro zemřelé tripartitní matriky z fary v Kutné Hoře z roku 1660.
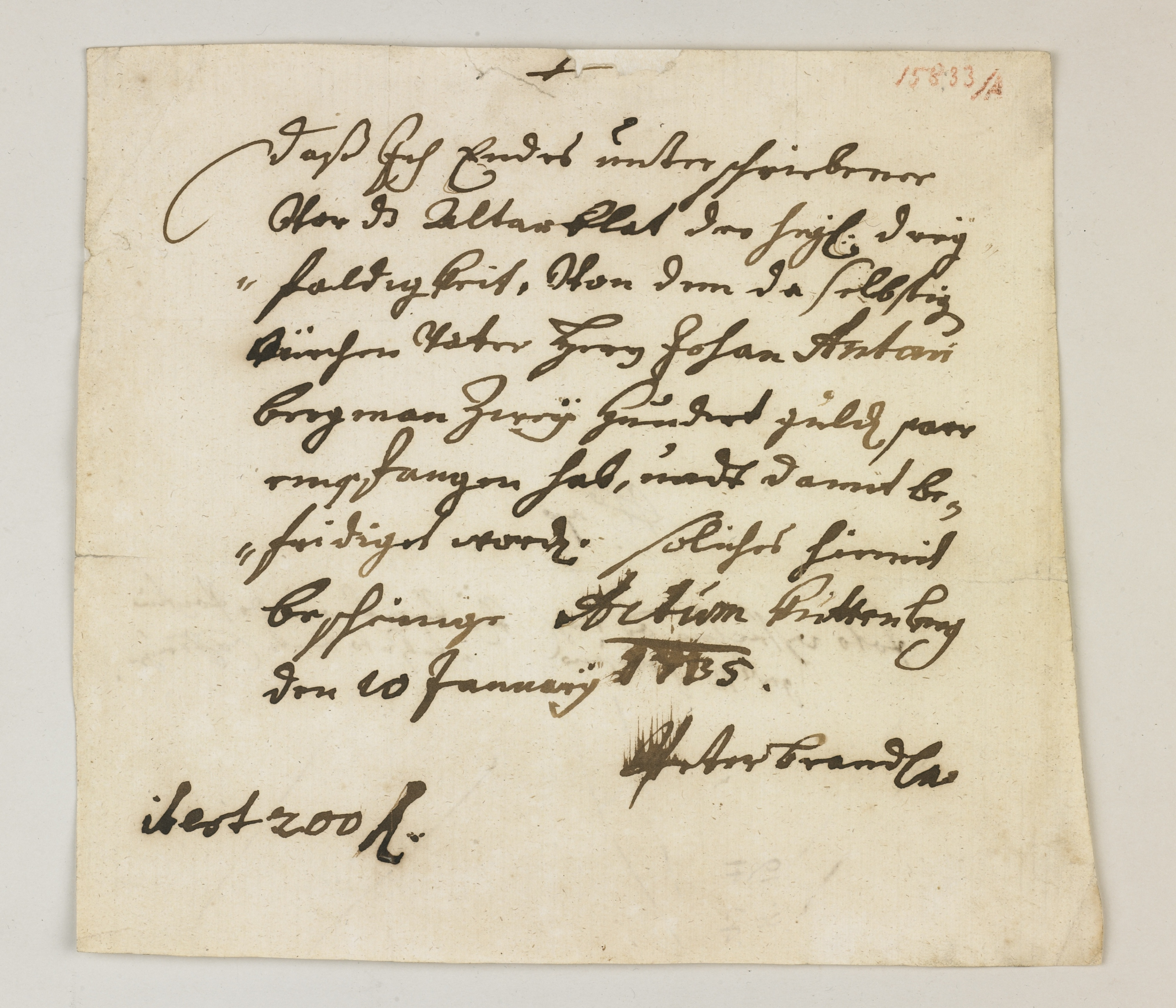
Stvrzenka od Petra Brandla na přijetí 200 zlatých za oltářní obraz Nejsvětější Trojice.
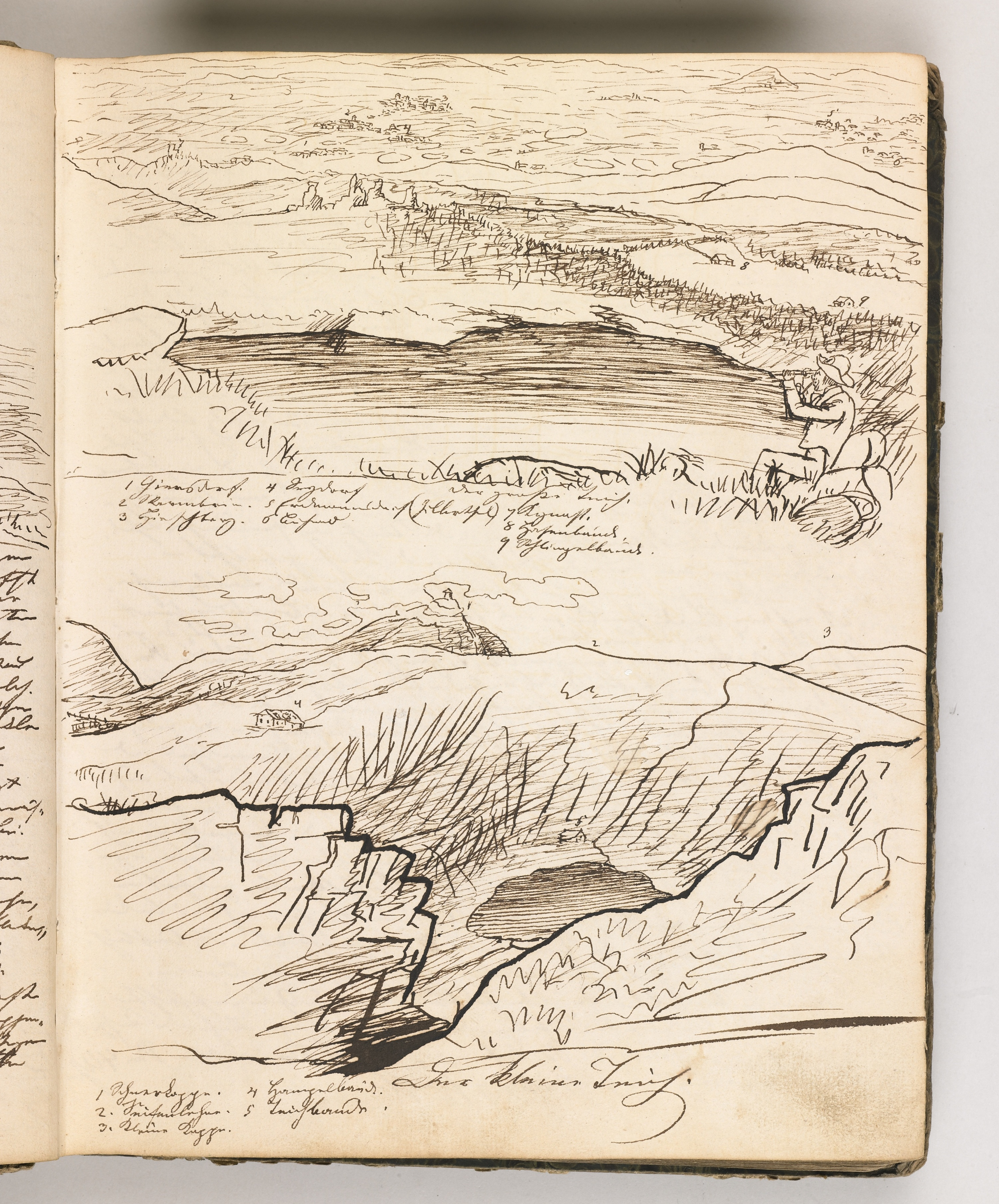
Zápisník Jana Erazima Vocela se záznamy z roku 1841 a s kresbami z cesty do Krkonoš